# Drive inn
Drive inn is een studioalbum van Klaus Schulze en Rainer Bloss uit 1984. Schulze en Bloss werkten toen een aantal jaren samen binnen de elektronische muziek en wel binnen de stroming Berlijnse School voor elektronische muziek. In september 1983 werd gewerkt aan wat het album Drive inn zou worden; plaats van handeling van de geluidsstudio van Schulze in Hambühren. Het resultaat was (volgens Schulze en Bloss) een grotendeels instrumentaal conceptalbum rondom een ontspannend autoritje. Het bevat gestroomlijnde elektronische muziek met dance-achtige trekjes; volgens sommigen een stap te ver in het oeuvre van Schulze. Bloss trad op als muziekproducent, Schulze als geluidstechnicus, beiden speelden.
In 1984 werd het voor het eerst alleen op elpee uitgegeven door Inteam GmbH, het privéplatenlabel van Schulze, vermoedelijk alleen werkzaam in Duitsland. In 1985 volgde de internationale release op zowel elpee als cd. In 1990 kwam er een nieuwe editie op lp en cd; ditmaal was het de beurt aan Innovative Communication (710.103), ook al (deels) een platenlabel van Schulze.

## Musici
- Klaus Schulze – synthesizers, elektronica
- Rainer Bloss – synthesizers, elektronica
- Michael Garvens – stem op Racing

## Muziek
| Nr. | Titel                        | Duur |
| --- | ---------------------------- | ---- |
| 1.  | Drive inn (Schulze, Bloss)   | 3:42 |
| 2.  | Sightseeing (Schulze, Bloss) | 6:24 |
| 3.  | Truckin’ (Schulze, Bloss)    | 4:54 |
| 4.  | Highway (Schulze, Bloss)     | 4:45 |

| Nr. | Titel                       | Duur  |
| --- | --------------------------- | ----- |
| 1.  | Racing (Schulze, Bloss)     | 6:00  |
| 2.  | Road clear (Schulze, Bloss) | 11:11 |
| 3.  | Drive out (Schulze, Bloss)  | 3:00  |

## Nasleep
De samenwerking kreeg een vervolg in Drive inn 2 uit 1986. Dat album werd helemaal voorgespeeld door Bloss alleen. Schulze trad alleen op als coproducent en was verantwoordelijk voor de eindmix. Zelf speelde hij geen noot van de muziek op het album. Desalniettemin werd het uitgebracht onder Rainer Bloss en Klaus Schulze. De stijl is dezelfde als van Drive inn, gestroomlijnde elektronische muziek. Als gastmusicus trad Ulli Schober op (percussie).
Tracks: A1: The long way to Acapulco (4:53), A2: Dessert inn (4:27), A3: Berliner Nachtmusic (6:47), A4: Pleasant voyage (3:08), B1: PanAmerica (4:30), B2: Drive me funky (4:32), B3: Millers continental (4:32) en B4: Lovely hitch hiker (3:57).
Ook dit album kreeg in 1990 een nieuwe uitgave op Innovative Communications. Op het album werd Highway van Drive inn als bonustrack meegeperst, gespeeld door Bloss en Schulze en ontstond het idee dat Schulze op het gehele album had meegespeeld. 
In 1998 maakte Bloss nog Drive inn III; hier had Schulze geen enkele bemoeienis mee.  